# Lindholmen, Stockholm

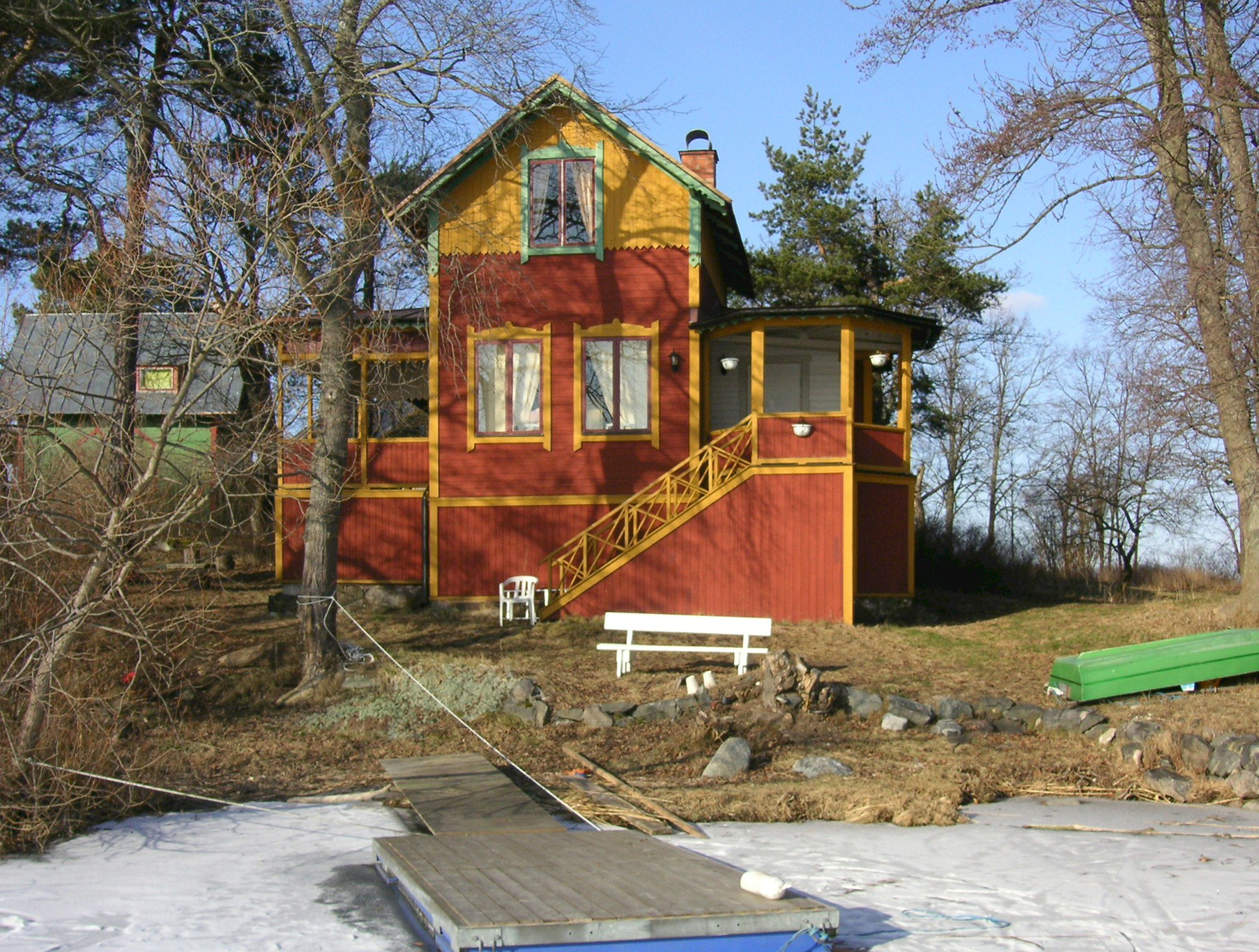
Lindholmen, "Strandvillan", 2009.

Lindholmen är en mindre ö i Mälaren som ligger i Klubbfjärden sydväst om Stora Essingen och norr om Vinterviken och Mörtviken i stadsdelen Gröndal i Stockholms kommun. Ön är drygt 220 meter lång och knappt 80 meter bred och saknar permanentboende. Det lilla intilliggande skäret heter E-holmen.

## Historik

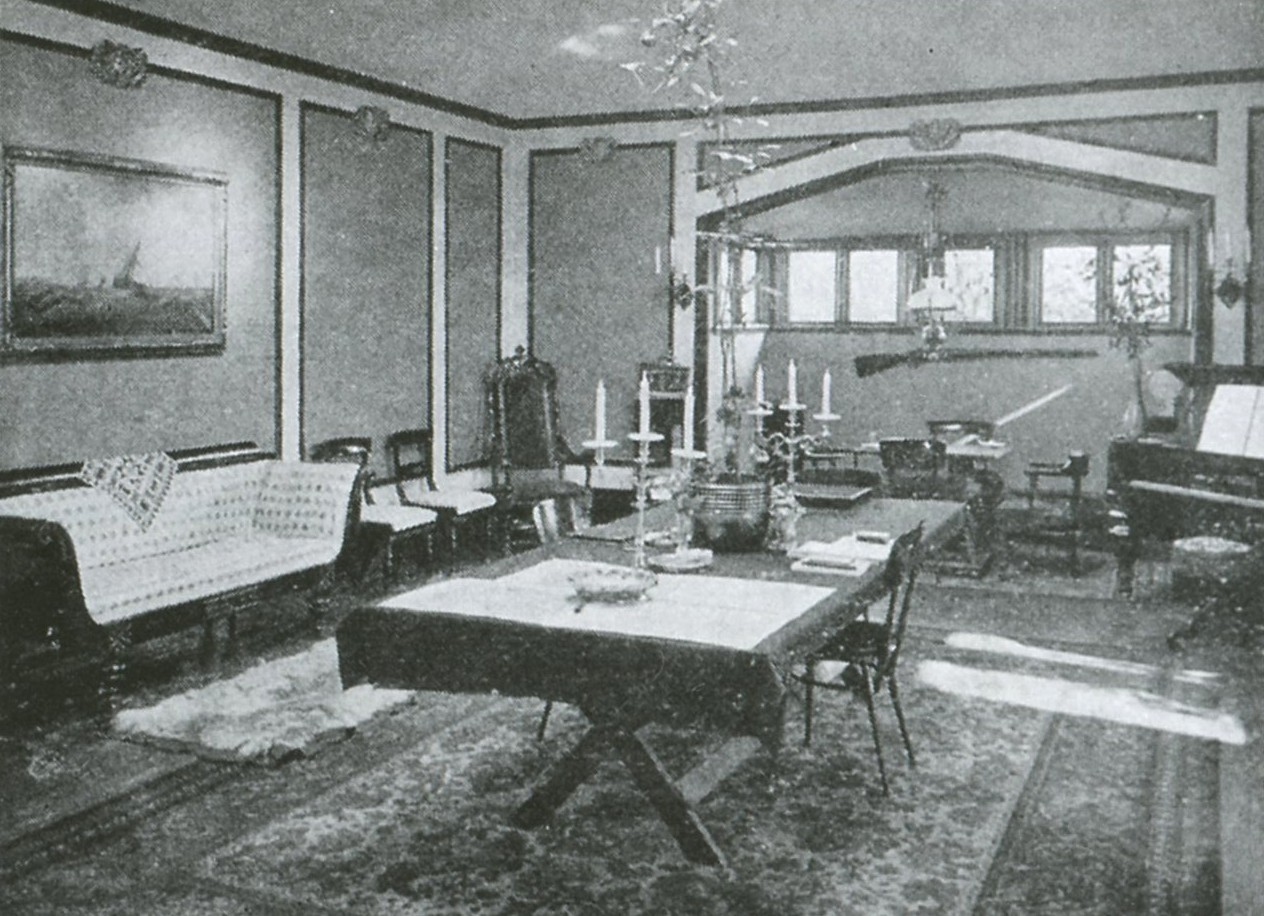
”Biljarden” i Urmakarvillan, 1915.

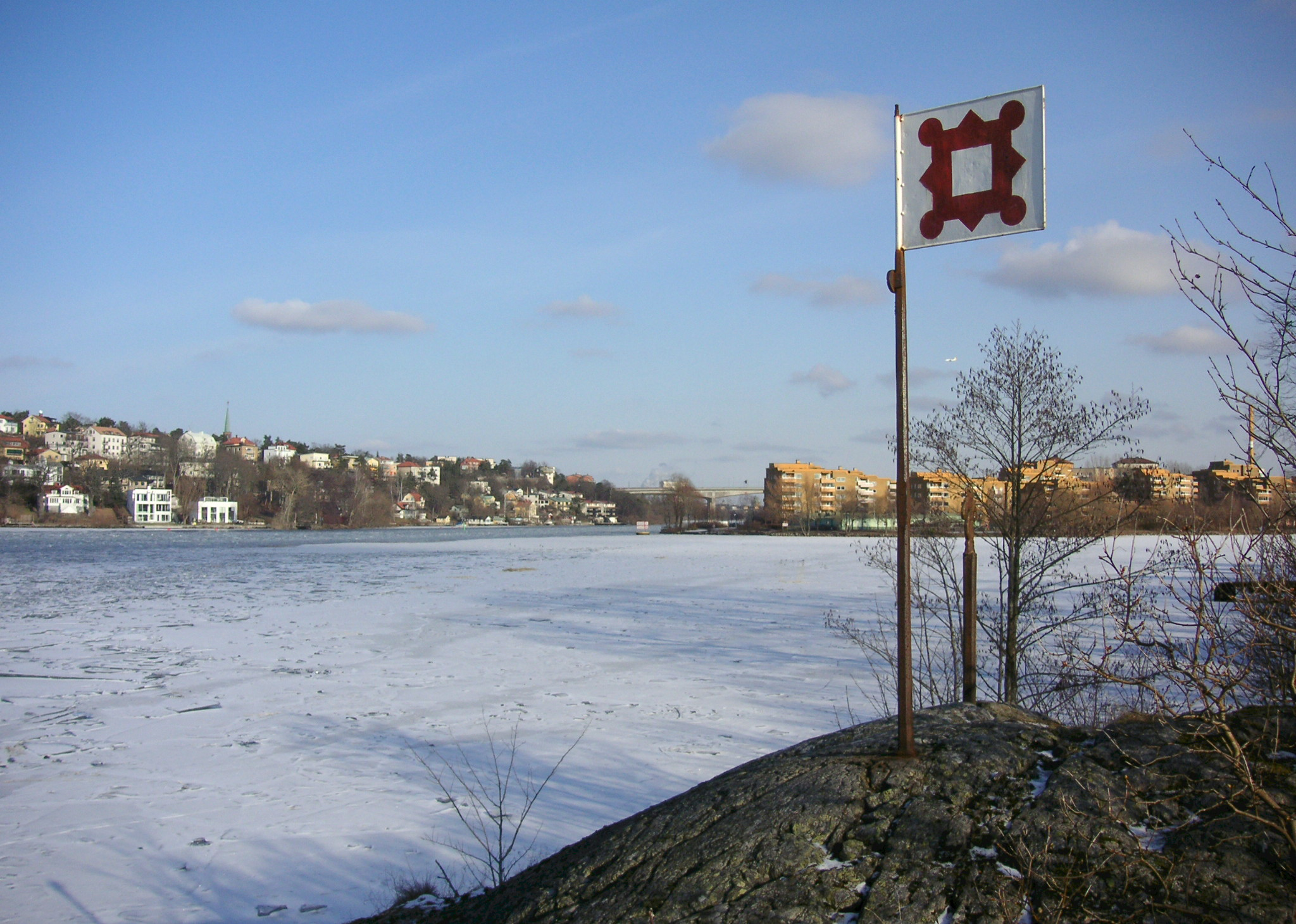
Ordensmärket vid stranden.

Sedan 1700-talet har öarna varit populära utflyktsmål för stockholmarna. Från 1776 disponerades Lindholmen av sällskapet Augustibröderna och därefter av Svea Orden, som arrenderade ön 1836–1912. Rotholmen är obebyggd, men på Lindholmen finns några trähus från 1880-talet vilka representerar den tidiga sommarbebyggelsen i Stockholms närhet.
Ön kallades fram till 1836 Vasaholmen, senare Sveaholmen fram till 1880, och därefter köptes Lindholmen och grannön Rotholmen av urmakaren Johan Gustaf Linderoth, som var ägare till hovurmakeriet G.W. Linderoth på Drottninggatan 28. Linderoth drömde om ”en egen klippa där han kunde tillbringa somrarna i ro och lugn”. År 1880 köpte han in Sveaholmen och ön döptes åter om. Det gamla namnet Lindholmen återtogs, eftersom det passade bra med den nye ägarens efternamn. De små intilliggande kobbarna döptes till E-holmen och Rotholmen efter honom själv.
Urmakare Linderoth lät uppföra fem villor på ön. Utöver det flyttades en monter från Stockholmsutställningen 1897 till ön som fram till 2010-talet användes som dass på ön. De fem villorna är av olika storlek, två av dem utgör tillsammans den så kallade Urmakarvillan; husen är sammanbyggda genom en inglasad förbindelsegång. ”Strandvillan” ligger vid södra sidan och ”Östra villan” vid östra sidan av ön. ”Kastellet” är ett rödmålat hus på norra sidan med en originell klockgavelliknande takavslutning på båda husgavlarna. Samtliga hus saknar vatten och avlopp, och sedan de byggdes har inte mycket förändrats på ön. Förutom sommarhusen finns även ett badhus med gammaldags badsump och flera uthus. Utsiktspaviljongen på öns västra udde är ett välkänt landmärke för stockholmarna. Linderoth lät även plantera ett träd av varje art i Sverige på holmen, totalt cirka 100 sorter. 

### Öns vidare öden
I takt med Linderoths växande välstånd blomstrade ön och de stora och påkostade festerna var vida omtalade. Det lär ha varit ett folknöje att se fyrverkerierna som Linderoth brände av vid festliga tillfällen. Så småningom köpte han sig dock ett nytt sommarställe utanför staden och intresset för Lindholmen svalnade. Därefter förföll bebyggelsen och trädgården.
År 1923 donerades ön av Linderoths son till Stockholms kommun, som dock avböjde gåvan. Ägare blev i stället Nitro Nobel, som hade fabrikslokaler i närbelägna Vinterviken. Från 1934 disponerades ön av Stockholms frisksportarklubb.  När Stockholms kommun förvärvade Vinterviken 1973 ingick holmarna. Från 2000 förvaltades Lindholmen av föreningen Fritidsgården Klubbensborg. 2022 förvärvades Lindholmen av Lindholmens Vänner AB, som förvaltar ön samt arbetar med  varsam renovering av husen med byggnadsvårdsmässiga metoder. Lindholmen har en egen ångbåtsbrygga och kan nås med Drottningholmsbåten från Stadshuskajen.

## Bilder

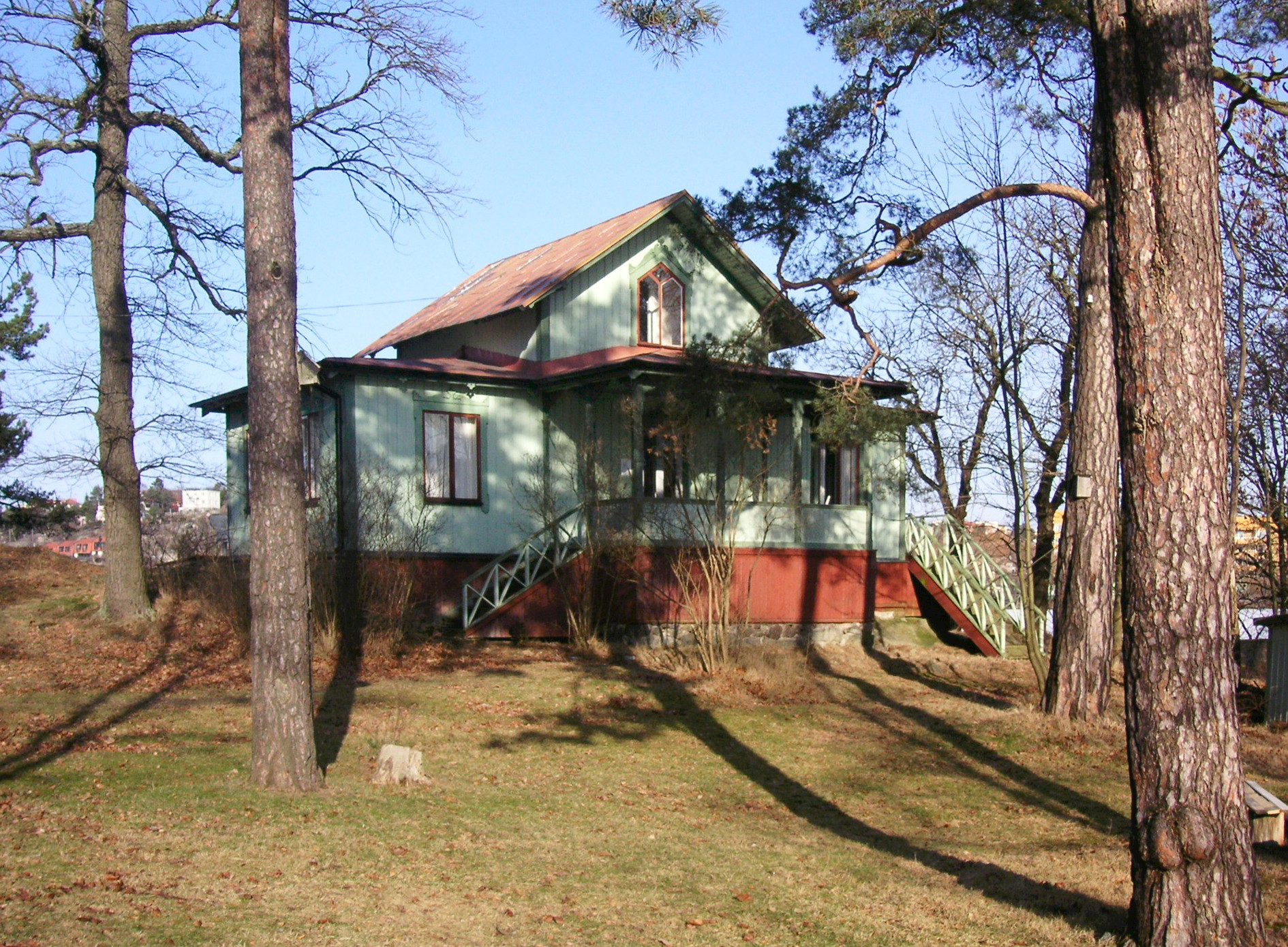
Östra villan.
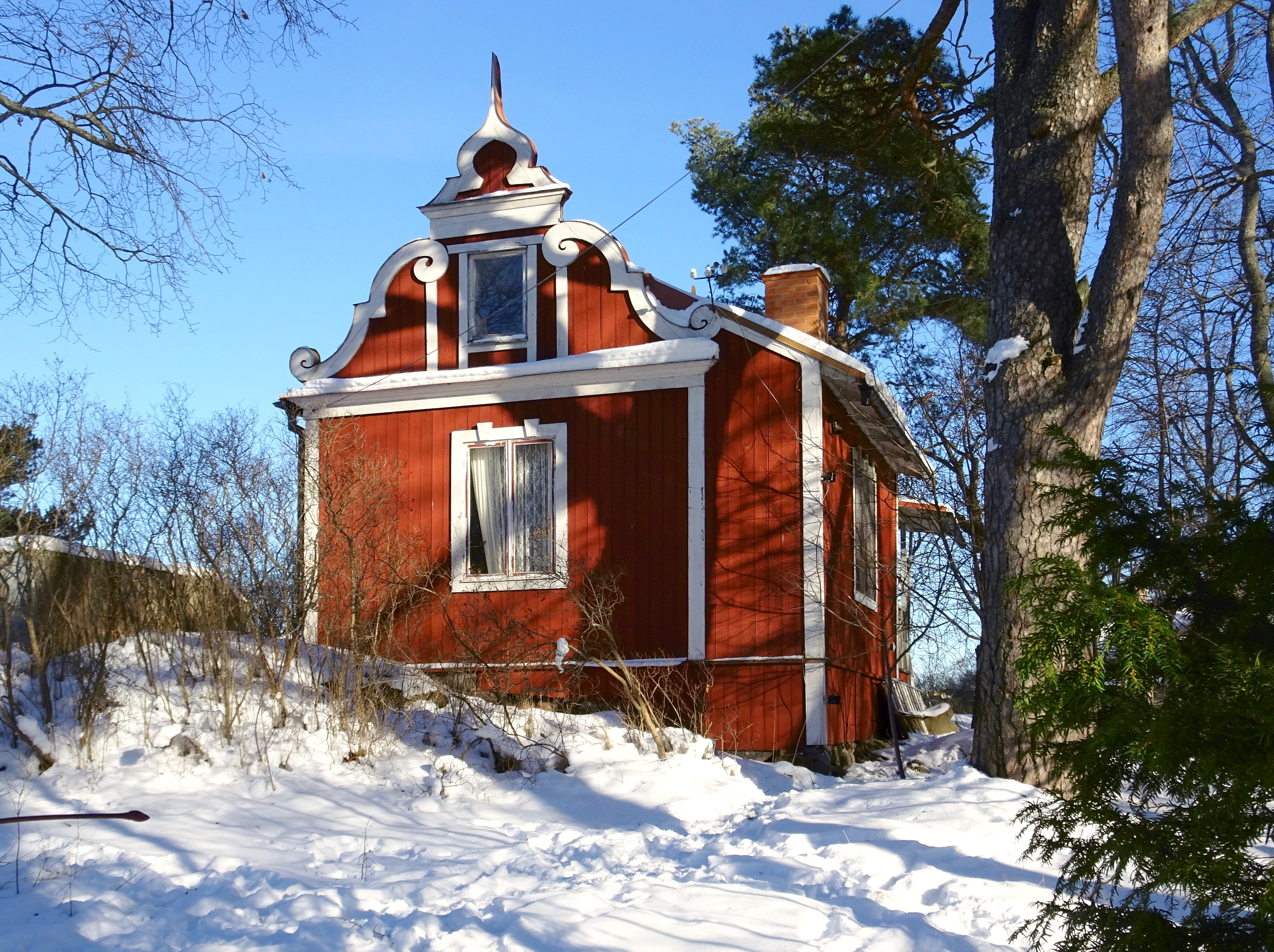
Kastellet.
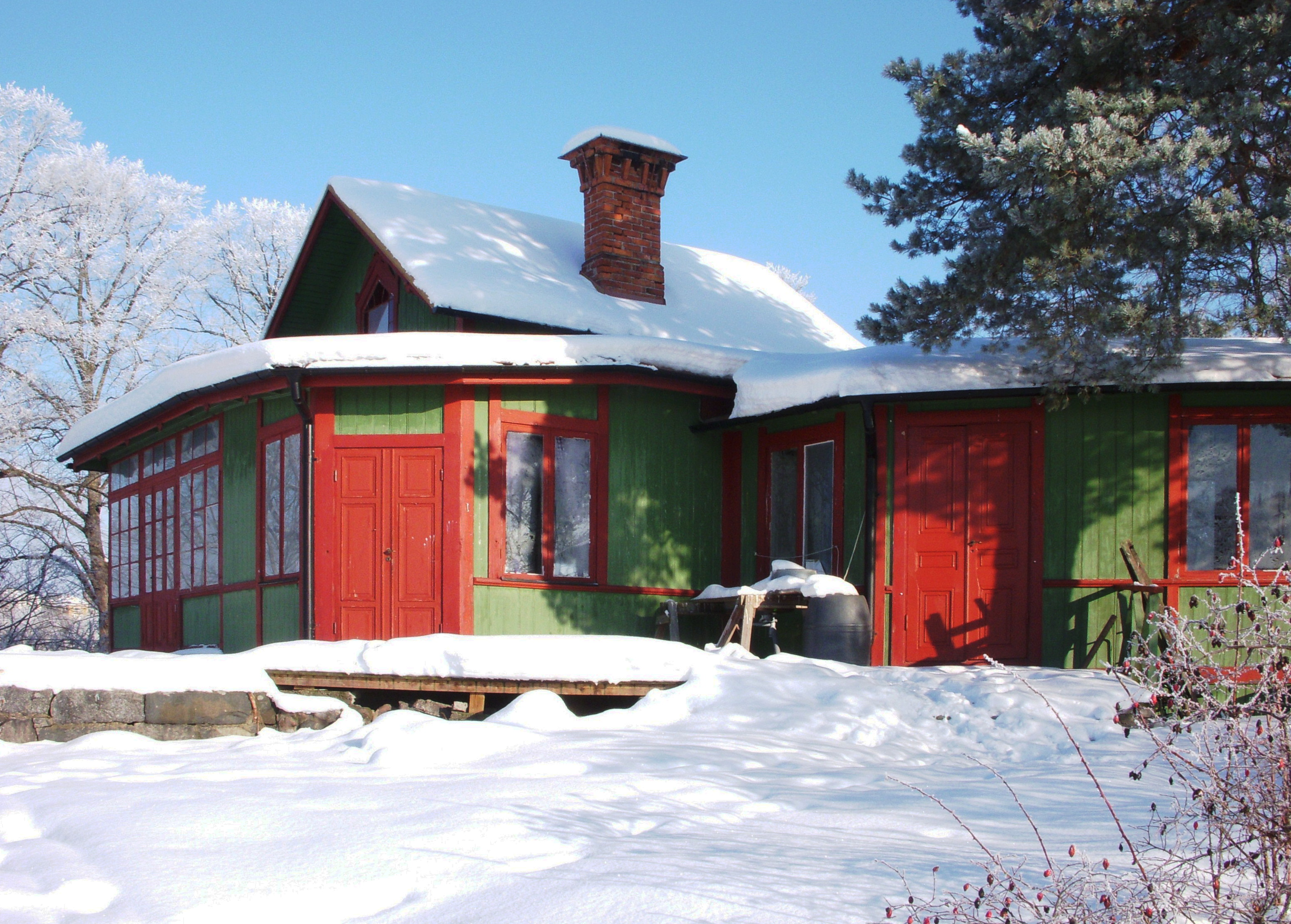
Urmakarvillan.
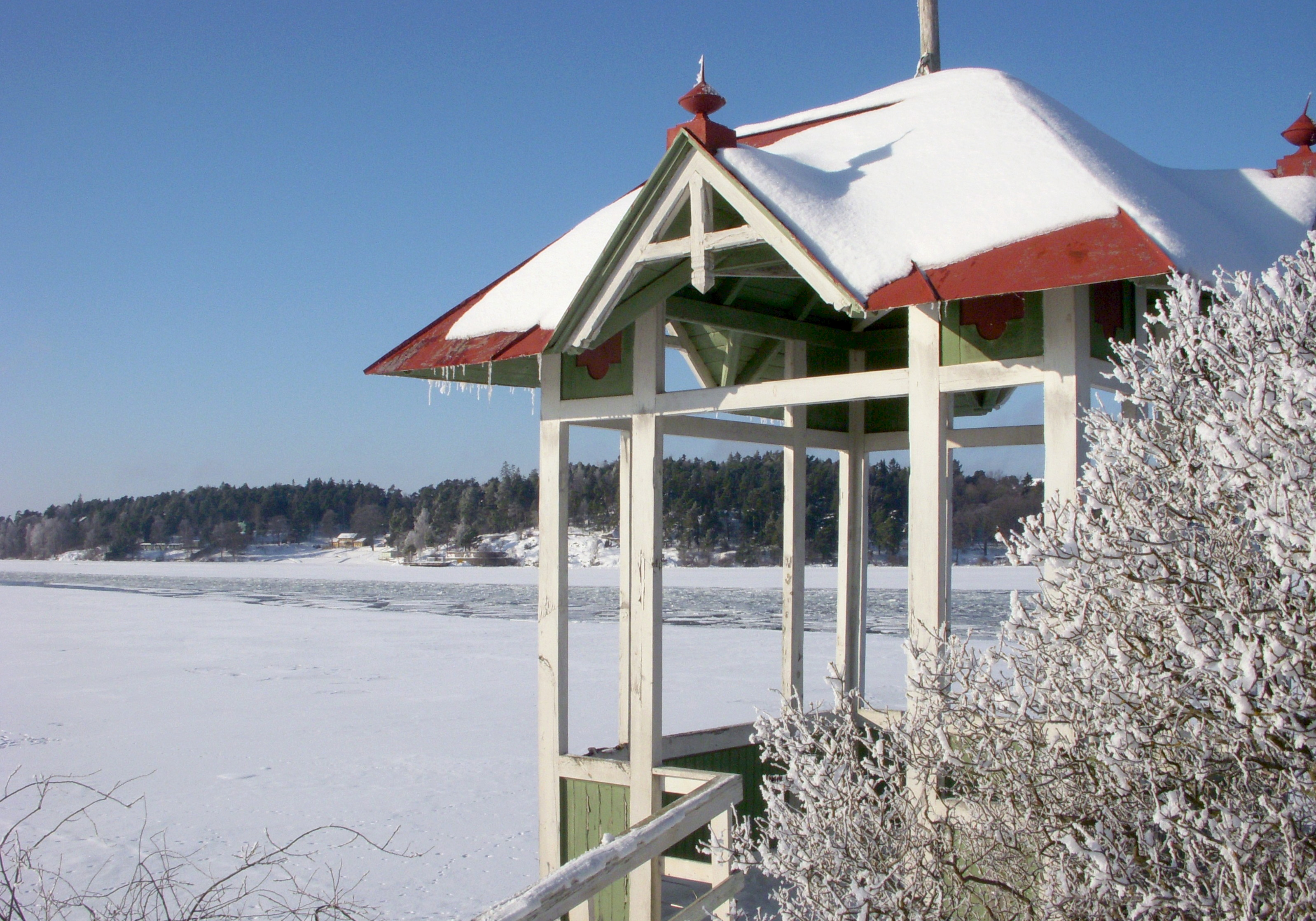
Utsiktspaviljongen.
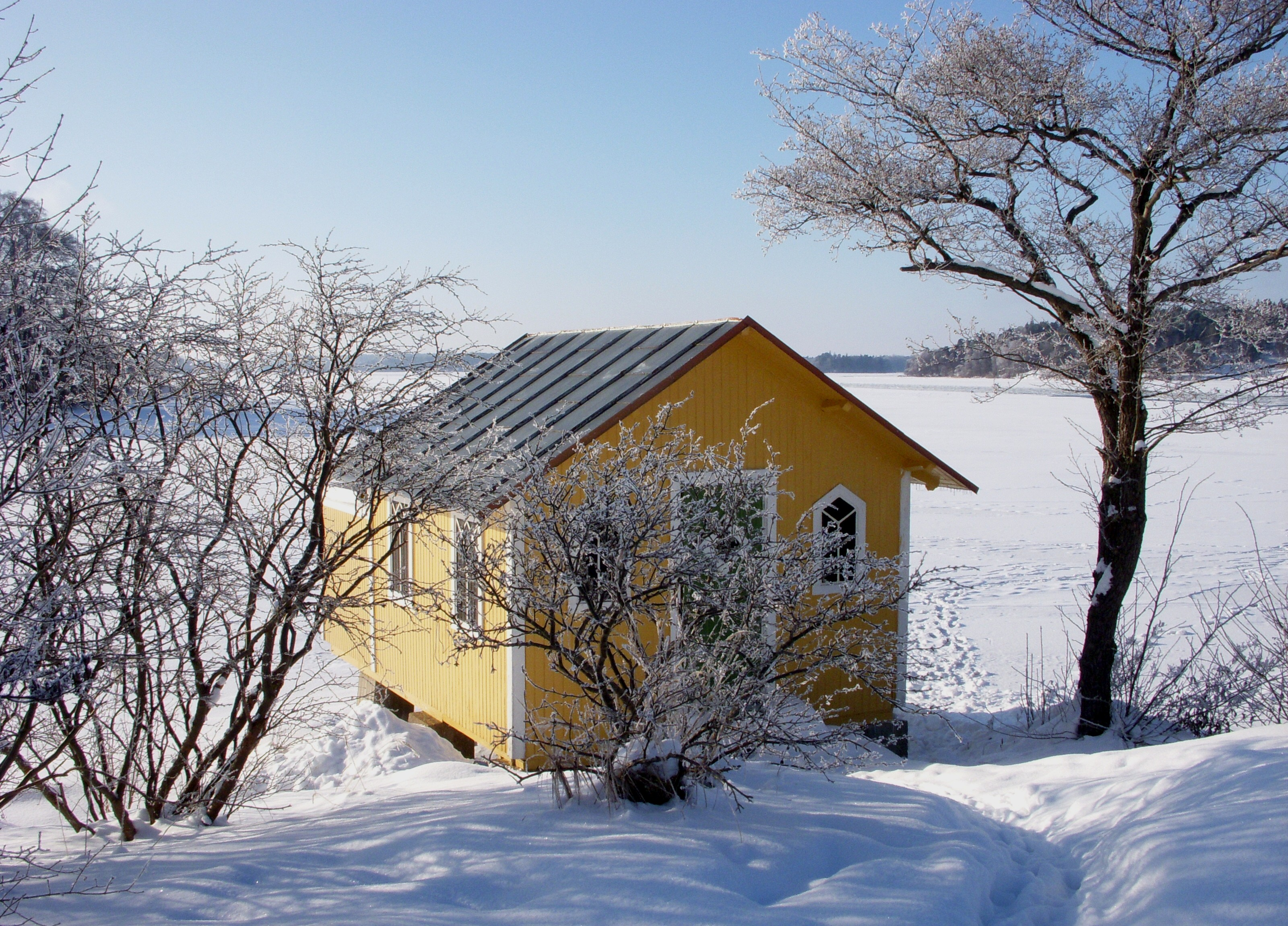
Badhuset.